# Marquesado de Pánuco
El marquesado de Pánuco fue un título nobiliario español creado el 11 de febrero de 1772 por el rey Carlos III a favor de Francisco Javier de Vizcarra y Moreno, poblador de la ciudad de Rosario en Sinaloa México, minero matriculado y propietario de las minas del Real de Pánuco en Nueva España.
Su denominación hace referencia a la localidad de Pánuco, en el municipio de Concordia, en México.
En 2024 el título caducó de acuerdo con la Diputación de la Grandeza y la Guía Oficial de Títulos que publica en su sitio web.

## Marqueses de Pánuco
|                                 | Titular                                    | Periodo                 |
| Creación por Carlos III         | Creación por Carlos III                    | Creación por Carlos III |
| ------------------------------- | ------------------------------------------ | ----------------------- |
| I                               | Francisco Javier de Vizcarra y Moreno      | 1772-1790               |
| II                              | José Apolinario de Vizcarra y del Castillo | 1790-1796               |
| III                             | José Francisco de Vizcarra y Arzubialde    | 1796-                   |
| IV                              | José María de Vizcarra y Abad              |                         |
| Rehabilitación por Alfonso XIII |                                            |                         |
| V                               | Luz Vizcarra y García de Teruel            | 1927-1961               |
| VI                              | María de la Concepción Knight y Goribar    | 1962-1972               |
| VII                             | José Cervantes y Knight                    | 1973-2002               |

## Historia de los Marqueses de Pánuco
- Francisco Javier de Vizcarra y Moreno (1730-1790), I marqués de Pánuco.

1. Casó en primeras nupcias con Josefa del Castillo y Pesquera.
2. Casó en segundas nupcias con María Anna de Arbuzialde y Porres Baranda, hija del alférez real Agustín de Arzubialde e Izaguirre y de Josefa de Porres Baranda y Gamboa descendiente del mayorazgo fundado por Diego de Porres Baranda. Le sucedió, de su primer matrimonio, su hijo:

- José Apolinario de Vizcarra y del Castillo (1755-1796), II marqués de Pánuco. Sacerdote. Sin descendientes. Le sucedió su hermanastro, hijo de su padre y de su segunda esposa:

- José Francisco de Vizcarra y Arzubialde (n. en 1780), III marqués de Pánuco.

1. Casó con Ignacia de Abad y Arriola, hija de Isidro José de Abad y Agnino y de Ana María de Arriola y Castillón. Le sucedió su hijo:

- José María de Vizcarra y Abad, IV marqués de Pánuco.

1. Casó con María Guadalupe Portillo y Sánchez-Hidalgo.

Fueron sus hijos: 
1. José María de Vizcarra y Portillo casado con Cristina Gómez de la Cortina y Calderón, sin sucesión;
2. Concepción Vizcarra y Portillo nacida en 1845, casada con Samuel B. Knight, con sucesión. Esta es la rama que tuvo mayor derecho sucesorio y que continuó el título hasta José Cervantes Knight.
3. Luis Vizcarra y Portillo nacido en 1849, casado con Manuela García-Teruel y Manso, con sucesión; rama que tuvo el segundo mayor derecho sucesorio.
4. Dolores Vizcarra y Portillo bautizada el 9 de febrero de 1853 en el Sagrario Metropolitano de Guadalajara, Jalisco. Casada con Miguel Evaristo Palomar y García-Sancho (1849-1912), hijo del gobernador José Palomar y Rueda y de su primera esposa Dolores García-Sancho y Moreno de Tejada: Padres de: 
  1. José Federico Elías Miguel Palomar y Vizcarra, diputado federal. Casado con Margarita Escudero y López-Portillo perteneciente a una poderosa familia mexicana. Fue hermana de Francisco Escudero, ministro de Hacienda y Finanzas durante el periodo de Victoriano Huerta, nieta del Gobernador y Consejero de Estado del Emperador Maximiliano Jesús López-Portillo y Serrano y tía del Presidente de México José López-Portillo. Media hermana suya fue Dolores Villa-Gordoa y López-Portillo descendiente del Condado de Gustarredondo, abuela paterna de Guillermo y Rafael Tovar y de Teresa. Con descendencia Palomar Romo, Oseguera Palomar, Reynoso y Palomar y Reynoso y Márquez, estos dos últimos Señores Caballeros Diviseros Hijosdalgo del Antiguo e Ilustre Solar de Tejada, del Antiguo e Ilustre Solar de Valdeosera y descendientes por línea recta de varón de los nobles Villacorta del reino de León, antiguamente Flaínez, y de los Reinoso, señores de Autillo de Campos. Esta es la rama que tuvo el tercer mayor derecho sucesorio.
  2. Miguel Palomar y Vizcarra Fundador de la Liga Defensora de la Libertad Religiosa, del Partido Católico Nacional en 1911 y profesor de la Escuela Libre de Derecho de Guadalajara, caballero de la Orden Pontificia de San Gregorio Magno y de la Orden del Santo Sepulcro de Jerusalén, con amplia descendencia en México entre la cual se encuentra su hijo Gabriel Palomar y Silva, Miembro del Comité Ejecutivo Nacional del Partido Acción Nacional. Rama que tuvo el cuarto mayor derecho sucesorio.
  3. Enriqueta Palomar y Vizcarra casada con el arquitecto mexicano Manuel de la Mora y Castillo-Negrete, padres entre otros del ilustre arquitecto mexicano Enrique de la Mora y Palomar. Con amplia descendencia. Rama que tuvo el quinto mayor derecho sucesorio.
  4. Luisa Palomar y Vizcarra que no tomó estado.
  5. Virginia Palomar y Vizcarra que no tomó estado.

1. Guadalupe Vizcarra y Portillo nacida en 1854 y que no tomó estado;
2. Ana Vizcarra y Portillo nacida en 1855 en Guadalajara, Jalisco. Casada con Senén Palomar y García-Sancho (1851-1897). La rama más joven y de menor derecho sucesorio. Con descendencia Palomar y Fernández del Valle, Palomar y Martínez-Negrete, y Ricci.

El Título quedó vacante hasta ser rehabilitado por su nieta en 1927.

Rehabilitado en 1927 por:
- Luz Vizcarra y García de Teruel (f. en 1961), V marquesa de Pánuco. Dama de la Orden Ecuestre del Santo Sepulcro de Jerusalén y una de las fundadoras de la Cruz Roja Mexicana. Hija de Luis Vizcarra y Portillo (hijo del cuarto marqués) y de Manuela García-Teruel y Manso, por tanto nieta del cuarto marqués de Pánuco.

1. Casó con su primo hermano Senén Palomar y Vizcarra. Tuvieron dos hijos y otra adoptada. Los dos primeros fallecieron durante su niñez y la tercera hija adoptada falleció sin descendencia. Le sucedió una nieta de Dolores Vizcarra y Portillo (hija del cuarto marqués) que casó con Miguel Evaristo Palomar y García-Sancho, por tanto bisnieta del cuarto marqués:

- María de la Concepción Knight y Goribar (n. en 1898),  VI marquesa de Pánuco, desde 1962.

1. Casó con José de Cervantes y Anaya. Le sucedió, en 1973, por cesión, su hijo:

- José Cervantes Knight (4 de noviembre de 1927-18 de mayo de 2002),  VII y último marqués de Pánuco, caballero de la Real Hermandad de Infanzones de Illescas.

1. Casó con Celia Sepúlveda y de la Fuente.

Son sus hijos:
1. Ana Paula Cervantes y Sepúlveda nació el 3 de agosto de 1971, casó con Sami David David, con descendencia.
2. Adela Cervantes y Sepúlveda nació el 31 de agosto de 1972, casó con Fernando Domínguez Ontañon (matrimonio anulado por la iglesia el 20 de septiembre de 2007) tuvieron 4 hijos:
  1. José Fernando Domínguez Cervantes nació el 14 de octubre de 1993
  2. Carlos Domínguez Cervantes nació el 8 de noviembre de 1995
  3. Paola Domínguez Cervantes nació el 14 de enero de 1998
  4. Alejandro Domínguez Cervantes nació el 9 de septiembre de 1999

## Controversia
En junio del año de 2019 un descendiente del Marquesado de Pánuco perteneciente a una de las ramas de menor derecho sucesorio y nobiliario presentó solicitud para suceder al título mediante el uso del tribunal arbitral de Casale Monferrato en Italia siendo llamado en este documento provincial de Italia como Marqués de Pánuco (Accordo compromissorio|2019|N357|Serie 3). El uso de tribunales italianos arbitrales para suceder títulos nobiliarios españoles es fraude de ley y considerado como tal por el Gobierno de España, el Ministerio de Justicia y la Diputación Permanente y Consejo de la Grandeza de España y Títulos del Reino. Este proceso no tiene ninguna virtualidad legal. Los Reglamentos de la Unión Europea sobre ejecución de sentencias judiciales se refieren solamente a pleitos estrictamente civiles en los que no interviene la Administración Pública; y en el caso de los títulos nobiliarios existe un procedimiento legalmente establecido en España en el que ha de intervenir la Administración Pública (concretamente el Ministerio de Justicia) y termina con una Real Carta que expide y firma S. M. el Rey de España. Este proceso de obtener el título del Marquesado mediante tribunales arbitrales es dictaminado como fraude de ley teniendo como antecedente la Decisión ES-552 (Decisión ES-552|Audiencia Provincial de Madrid|225/2011, unalex ES-552|Art. 1, 34.1 Reglamento Bruselas I) respecto al reconocimiento de una resolución extranjera que conceda a un particular el uso de un título nobiliario, esto supondría una vulneración del orden público español en el sentido del art. 34.1 del Reglamento Bruselas I porque se obviarían las exigencias legales, así como el procedimiento administrativo establecido en España. Este caso considera que en ningún caso sería aplicable el Reglamento Bruselas I ya que la resolución cuyo reconocimiento se pretende se encuentra fuera del ámbito de aplicación del Reglamento al tener por único objeto materia arbitral (art. 1.2.d).
La Ley de 4 de mayo de 1948 que restableció la legislación nobiliaria y el uso en España, en forma legal, de los Títulos Nobiliarios preceptúa que el orden de suceder en todas las dignidades nobiliarias habrá de acomodarse estrictamente a lo dispuesto en el título de concesión (art. 5) y en su defecto al que tradicionalmente se hubiera venido observando en la materia y que no es sino el orden de sucesión a la Corona establecido en la Ley Segunda del Título XV de la Partida Segunda y que ha pasado al art.56 de la Constitución Española en el que se recogen los principios de grado, línea, sexo y edad según la SAP Madrid, sec.21a,12.6.2006,n°280/2006, rec.225/1992.El reconocimiento del uso de títulos honoríficos en España está sometida a un procedimiento administrativo que se regula en el Real Decreto de 27 de mayo de 1912; en la Real Orden de 26 de octubre de 1922; en el Real Decreto 222/1988, de 11 de marzo, que modifica los Reales Decretos de 27 de mayo de 1912 y 8 de julio de 1922 y en las Mociones del Consejo de Estado de 21 de octubre de 1971 y 19 de febrero de 1987. Es un acto graciable de S.M. el Rey, de apreciarse que el título tenga "una significación valiosa para España en el momento de la solicitud", y requiere dos informes preceptivos, uno de ellos del Consejo de Estado.
Como tal la pretendida sucesión de este título mediante el uso de tribunales arbitrales italianos es inválida, fraudulenta e improcedente.
La única vía legal para obtener la sucesión de este título es solicitar la rehabilitación del mismo, para el cual hay un plazo de cuarenta años a contar a partir del fallecimiento del último titular. Por tanto, hasta el año 2042 será posible solicitar la rehabilitación del título. A partir de esa fecha el título se considerará suprimido definitivamente  y no será posible obtener su rehabilitación.